# Amfiregulin
Amfiregulin (AREG) je protein kódovaný genem AREG. V lidském těle se syntetizuje jako transmembránový glykoprotein o 252 aminokyselinách.

## Funkce
AREG je autokrinní růstový faktor a mitogen pro řadu buněk jako jsou astrocyty, schwannovy buňky a fibroblasty. Dále je to ligand epidermálního růstového faktoru (EGF) a souvisí s transformujícím růstovým faktorem alpha (TGFα). Interakcí s receptorem epidermálního růstového faktoru (EGFR) podporuje růst epiteliálních buněk v těle.

## Biologická role
AREG je důležitým faktorem pro aktivaci estrogenu a duktálního vývoje. Byl zjištěn knockout myši pro AREG, kdy u ní duktální vývoj nenastal. AREG je exprimován v mnoha tkáních – vaječníky, prsa, prostata, slinivka břišní, játra, plíce, slezina, střeva.
Exprese AREG může být indukovaná TGFβ, TNFα, interleukinem 1 či prostaglandiny.

## Klinický význam

### Psoriáza
Mutace v tomto kódovaném proteinu jsou spojeny s kožním fenotypem podobným psoriáze. S progresí AGVHD jsou spojeny vyšší cirkulující hladiny amfiregulinu.

### Rakovina
Nadměrná exprese AREG je spojena s rakovinou prsu, prostaty, tlustého střeva, slinivky břišní, plic, sleziny, močového měchýře.

### Revmatoidní artritida
Zdá se, že exprese AREG je spojena s proliferací fibroblastů a produkcí prozánětlivých cytokinů interleukinu 8 a vaskulárního endoteliálního růstového faktoru (VEGF).

## Zánět
Amphiregulin je součástí buněčné odpovědi typu 2. Bylo zjištěno, že buněčný zdroj amfiregulinu jsou vrozené lymfoidní buňky 2 (ILC2), které jsou závislé na interleukinu 33. ILC2 exprimoval amfiregulin po poškození tkáně instestinu a aktivaci IL-33. Navíc exogenní AREG s IL-33 snížil instestinální zánět u myší s normálním počtem T-lymfocytů a u deficitních myší.